# Placówka Straży Granicznej I linii „Roztoki” (komisariat SG „Jabłonka”)
Placówka Straży Granicznej I linii „Roztoki” – jednostka organizacyjna Straży Granicznej pełniąca służbę ochronną na granicy polsko-czechosłowackiej w okresie międzywojennym.

## Formowanie i zmiany organizacyjne
Rozporządzeniem Prezydenta Rzeczypospolitej Polskiej Ignacego Mościckiego z 22 marca 1928 roku, do ochrony północnej, zachodniej i południowej granicy państwa, a w szczególności do ich ochrony celnej, powoływano z dniem 2 kwietnia 1928 roku  Straż Graniczną.
Rozkazem nr 5 z 16 maja 1928 roku w sprawie organizacji Małopolskiego Inspektoratu Okręgowego dowódca Straży Granicznej gen. bryg. Stefan Pasławski określił strukturę organizacyjną komisariatu SG „Czarny Dunajec”. Placówka Straży Granicznej I linii „Roztoki” znalazła się w jego strukturze.
Rozkazem nr 7 z 25 września 1929 roku w sprawie reorganizacji i zmian dyslokacji Małopolskiego Inspektoratu Okręgowego komendant Straży Granicznej płk Jan Jur-Gorzechowski określił numer i strukturę nowo powstałego komisariatu SG „Jabłonka”. Placówka SG „Roztoki” weszła w jego skład.

## Służba graniczna
Sąsiednie placówki:
- (komisariatu SG „Rajcza”, IG nr 17 „Biała”, Śląski IO) placówka Straży Granicznej I linii „Głuchaczki” ⇔ placówka Straży Granicznej I linii „Jabłonka”− 1928[2]